# Пољанице (археолошко налазиште)
Пољанице су археолошки локалитет који се налази у месту Главник, на десној обали реке Лаб, у општини Подујево, где је откривено мање насеље из периода антике, за које се претпоставља да је била римска станица лат. Vindenis. 
Насеље је већим делом уништено. Сачувани су остаци у нивоу пода, као и један мозаик са представом Орфеја.
На локалитету је откривена и некропола са спаљеним и инхумираним покојницима. Гробови су имали богате прилоге. Откривени су накит, керамика и стаклене посуде. Значајан је налаз саркофага са поклопцем у виду двосливног крова са акротеријама, у коме је од прилога пронађена златна огрлица, привезак и прстен са гемом.